# Centropyxidae
Famille
Classification NCBI
Les Centropyxidae sont une famille d'amibozoaires de l'ordre des Arcellinida. 

## Étymologie
Le nom de la famille vient du genre type Centropyxis, dérivé du grec κέντρον / kentron, « pointe, épine, centre », et πυξις / pyxis, « boite ».

## Habitat
Selon IRMNG (5 janvier 2025), les Centropyxidae sont des amibes marines. Certaines espèces sont fossiles. 

## Liste des genres
Selon World Register of Marine Species (5 janvier 2025) :
- Centropyxiella Valkanov, 1970
- Centropyxis Stein, 1857

Selon IRMNG (5 janvier 2025) :
- Armipyxis Dekhtiar, 2009
- Centropyxiella Valkanov, 1970
- Centropyxis Stein, 1857
- Frenopyxis Bobrov & Mazei, 2020
- Golemanskia González-Miguéns et al., 2022
- Oopyxis Jung, 1942
- Proplagiopyxis Schönborn, 1964

## Systématique
Le nom valide de ce taxon est Centropyxidae Jung (d), 1942.

### Publication originale
- (de) Wilhelm Jung, « Südchilenische Thekamöben (aus dem südchilenischen Küstengebiet, Beitrag 10) », Archiv für Protistenkunde, Allemagne, vol. 95,‎ 1942, p. 253-356.